# Franz Quirchmayr-Katerl
Franz Quirchmayr-Katerl (* 28. Oktober 1913 in Oberachmann; † 3. März 2000 in Schwanenstadt) war ein österreichischer Landwirt und Politiker und als solcher von 1961 bis 1973 Oberösterreichischer Landtagsabgeordneter.

## Leben und Wirken
Franz Quirchmayr-Katerl wurde am 28. Oktober 1913 in der damals noch eigenständigen Gemeinde Oberachmann, die im Jahre 1939 aufgelöst wurde, in der Umgebung von Lenzing als Sohn eines Landwirten geboren. In späteren Jahren übernahm er den elterlichen Betrieb und war parallel dazu ab Ende der 1940er Jahre auch in der Kommunalpolitik aktiv. Nachdem das ÖVP-Mitglied von 1949 bis 1955 Gemeinderat der Gemeinde Pitzenberg gewesen war, wurde er mit Wirkung vom 27. Mai 1955 zum Bürgermeister der kleinen Gemeinde gewählt.
Zwischen 1953 und 1973 war er Vorsitzender des Aufsichtsrats der Elektrizitätsgenossenschaft Glatzing-Rüstorf und war zudem in den Jahren 1960 bis 1973 Bezirksobmann des Bauernbunds in Vöcklabruck. Von 1963 bis 1982 war er des Weiteren Obmann der Lagerhausgenossenschaft Schwanenstadt. Bereits ab dem Jahre 1965 war er beim Pferdezuchtverband Oberösterreich als Vorsitzender der ARGE der Österreichischen Warmblütler tätig. 1980 stieg er zum Präsidenten der Zentralen Arbeitsgemeinschaft der Pferdezüchter Österreichs auf. Darüber hinaus war Quirchmayr-Katerl Mitglied der ÖVP-Landesparteileitung Oberösterreich, Obmann des Verbands der Elektro-Genossenschaften von Oberösterreich, Aufsichtsratsmitglied des Raiffeisenverbands Oberösterreich, Vorstandsmitglied der Molkereigenossenschaft Schwanenstadt, sowie Obmann des Verbands Hochwasserschutz Großraum Schwanenstadt.
Parallel zu seiner politischen Laufbahn als Bürgermeister von Pitzenberg wurde Quirchmayr-Katerl im Jahre 1961 als Abgeordneter in den Oberösterreichischen Landtag gewählt. Diesem gehörte er vom 17. November 1961 bis zum 16. November 1967 (19. Gesetzgebungsperiode), sowie von 17. November 1967 bis zum 15. November 1973 (20. Gesetzgebungsperiode) über einen Zeitraum von zwölf Jahren an. Hierbei trat er vor allem als Mitglied des Ausschusses für Verfassung und Verwaltung in Erscheinung. Am 3. Juni 1986 trat er nach 31 Jahren als Bürgermeister von Pitzenberg zurück.
Am 3. März 2000 starb der verheiratete Vater von fünf Kindern im Alter von 86 Jahren in Schwanenstadt.

## Ehrungen und Auszeichnungen
Zeitlebens wurde Quirchmayr-Katerl vielfach geehrt und erhielt verschiedene Auszeichnungen, die nachfolgend angeführt sind:
- Berufstitel Ökonomierat (1969)
- Goldenes Ehrenzeichen für Verdienste um die Republik Österreich (1975)
- Ehrenbürger der Gemeinde Pitzenberg (1983)
- Ehrenring der Gemeinde Pitzenberg
- Ehrenobmann der Lagerhausgenossenschaft Schwanenstadt
- Ritter der österreichischen Ehrenlegion
- Ehrenobmann des Verbandes Hochwasserschutz Großraum Schwanenstadt
- Ehrenrat der Welser Messe
- Goldenes Ehrenzeichen der Pferdezüchter Österreichs
- Ehrenpräsident der Zentralen Arbeitsgemeinschaft der österreichischen Pferdezüchter
- Goldene Raiffeisenplakette